# 綴子神社

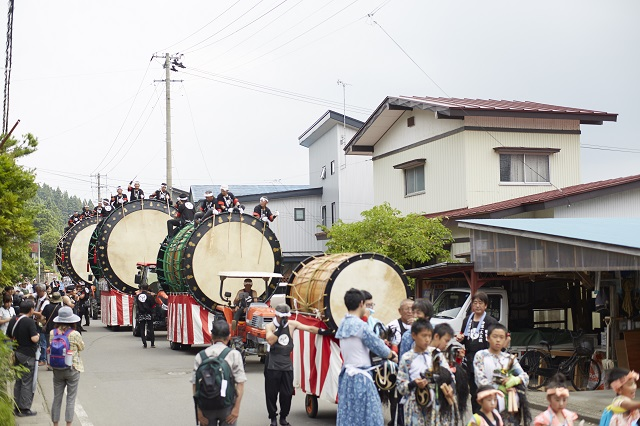
綴子大太鼓

綴子神社（つづれこじんじゃ）は、秋田県北秋田市綴子にある神社。700年以上の歴史をもつと伝えられている綴子大太鼓の奉納行事が行われることで知られる。

## 歴史
綴子の地は、日本書紀斉明紀にいう「肉入籠（ししりこ）」地と伝承され、享保の頃からの諸種の文献にあらわれている。阿倍比羅夫将軍が勅命を奉じて、東国の蝦夷征伐の来征のとき、白鳥の導きに依って難なく軍兵を辺地に集め、土民の信仰の篤い七座天神を祭り、戦わずして平和的にまつろわしめた。比羅夫はその白鳥の留まる処を以て、日頃尊崇する九州豊前国宇佐宮の化身神使としてこれを祀り内館の地をして社を営み、分霊を鎮座せしめたと云われている。
鎌倉時代に武内氏の祖常覚院神宮寺元瑞道亨は内館塾の前身となる教育施設を創設、付近の子弟の教育に当たったと伝えられているが、十一代別当常覚院神宮寺實明の代、慶安年間（1648年～52年）に内館塾の創設をみ、宮野尹賢、般若院英泉ら大学者が、比内地方の修験者や近郷集落の人たちに教授し、1974年（明治7年）小学校が開設されるまで続いた。この塾で使用した教科書、古文書などを保存しているのが内館文庫である。所蔵の書籍は、版本、筆写本を合わせて850種、1,600冊余をかぞえ、古文書は1,500余に及び、合計3,100余点である。
1873年（明治6年）村社に列し、社名を八幡神社と定め、1910年（明治43年）無格社十五社を合併し、綴子神社と改称して今日に至っている。

## 祭神
八幡山大神ほか十六柱（天照皇大神・伊弉諾神・伊諾冊神・須佐之男神・少彦名神・火産霊神・大山祇神・水波能売神・豊受比売神・厳島姫神・鴨若雷神・日本武尊 ・神功皇后・崇徳天皇・三吉霊神・猿田彦神）を合祀している。

## 祭事
例祭は毎年7月14、15日の2日間執り行われる。綴子本郷の上町（うえまち）が徳川方に、下町（したまち）が豊臣方に扮し、一年交代により、大太鼓を打ち鳴らしながら進行する出陣行列、獅子踊、奴踊などを奉納し、五穀豊穣、豊年萬作を祈願する。また、奉納行事の前には、神官と氏子による湯立神事が行われ、その年の農作物の作況が占われる。

## 文化財
民俗文化財
- 綴子の大太鼓[1] - 記録作成等の措置を講ずべき無形の民俗文化財（風流）

記念物
- 内館文庫跡（建物・蔵書及び塾用器物を含む）- 秋田県指定史跡
- 般若院英泉孔雀明王経出版記念碑(等) - 北秋田市指定史跡
- 綴子神社の千年桂 - 北秋田市指定天然記念物

## 交通
鉄道
- 東日本旅客鉄道（JR東日本）奥羽本線「鷹ノ巣駅」・秋田内陸縦貫鉄道秋田内陸線「鷹巣駅」からタクシーで約15分[2]

路線バス
- 秋北バス 大館 − 米内沢線 綴子バス停下車。徒歩5分